# Râul Valea Lupului, Fântânele
Râul Valea Lupului este un afluent al râului Fântânele. 

## Hărți
- Harta Județului Brașov
- Harta Munților Făgăraș  Arhivat în 8 septembrie 2013, la Wayback Machine.